# گوایاما، پورتوریکو
گوایاما (به انگلیسی: Guayama) یک منطقهٔ مسکونی در ایالات متحده آمریکا است که در پورتوریکو واقع شده‌است.
 گوایاما  ۴۵,۳۶۲ نفر جمعیت دارد و ۷۲٫۸۵ متر بالاتر از سطح دریا واقع شده‌است.